# Бачило, Иллария Лаврентьевна
Илла́рия Лавре́нтьевна Бачило (31 декабря 1926, Ленинград — 21 декабря 2017, Москва) — советский и российский юрист, специалист по информационному праву, доктор юридических наук (1980), профессор, заведующая сектором административного права Института государства и права РАН. Заслуженный юрист Российской Федерации (2006), лауреат премии «Юрист года» в номинации «За вклад в юридическую науку» (2016) и премии Правительства РФ в области образования (2018, посмертно).

## Биография
Родилась в Ленинграде в семье юриста. В 1948 году окончила Минский юридический институт (позднее — Юридический факультет Белорусского государственного университета. Работала в Издательстве социально-экономической литературы, была ученым секретарем журнала «История СССР». В 1955 году защитила кандидатскую диссертацию по теории государства и права, в 1980 году — докторскую диссертацию «Правовые проблемы организации структур и их функций в системе советского государственного управления».
С 1968 года работала в Институте государства и права АН СССР (ныне — Институт государства и права РАН). Прошла путь от научного сотрудника, старшего научного сотрудника, руководителя научной группы по правовым проблемам автоматизированных систем управления до заведующей сектором. С 1996 по 1998 год Иллария Бачило возглавляла сектор административного права, а с 1998 по 2015 год — сектор информационного права.
За время работы в Институте государства и права РАН Иллария Бачило создала научное направление, специализирующееся на исследовании и правовом регулирования функций органов исполнительной власти. Ею была разработана теория и методика классификации функций органов государственного управления, суть которой предвосхищала решение задачи по созданию модульного принципа организации информации, предусмотренного федеральной целевой программой Электронная Россия, действовавшей в Российской Федерации в 2002—2010 годах и направленная на внедрение технологий электронного правительства.
Входила в рабочие группы Государственной думы, Совета Федерации, Общественной палаты Министерства юстиции РФ, участвовала в разработке законов и иных нормативных правовых актов по профилю информационного права, в частности, проектов законов «Об информации, информатизации, защите информации», «О праве на информацию», «Информационное обеспечение экономического развития и предпринимательской деятельности», «О подготовке, принятии и контроле за решениями органов исполнительной власти» и др.
Являлась одним из организаторов ежегодной Международной научной конференции  «Лазаревские чтения», возглавляла Диссертационный совет по присуждению степени доктора юридических наук при ИГП РАН. Более 20  человек защитили под руководством Илларии Бачило кандидатские диссертации, в том числе российский правовед, кандидат юридических наук, специалист по административному праву, ректор Саратовской государственной юридической академии Екатерина Ильгова. В последние годы своей жизни Иллария Бачило занимала должность главного научного сотрудника сектора информационного права ИГП РАН. 
Иллария Бачило ушла из жизни в Москве 21 декабря 2017 года, похоронена на подмосковном кладбище «Ракитки».

## Основные научные публикации
Иллария Бачило — автор и соавтор около 300 научных публикаций, включая полтора десятка монографий. Как ученый-правовед, она специализировалась на проблемах правового режима информационных ресурсов, правоприменения институтов собственности и исключительных прав в сфере информационной деятельности. Значительная часть публикаций Илларии Бачило посвящена правовым вопросам информационного общества, включая правовые аспекты регулирования отношений в сети Интернет и отношений, связанных с созданием и использованием информационных технологий в экономике России. При активном участии Илларии Бачило был подготовлен и опубликован целый ряд исследований по вопросам динамики государственных и правовых институтов в условиях информатизации.

### Книги и монографии
- Функции органов управления. Правовые проблемы оформления и реализации. — М.: Юрид. лит., 1976.
- Правовые проблемы организации структур и их функций в системе советского государственного управления. Автореферат диссертации на соискание ученой степени доктора юридических наук. — М., 1979.
- Организационно-правовые проблемы АСУ / И. Л. Бачило, С. В. Катрич, И. Л. Бродский и др. ; Отв. ред. И. Л. Бачило, Ю. А. Тихомиров. — М.: Наука, 1979.
- Организация советского государственного управления : Правовые пробл. / И. Л. Бачило; Отв. ред. Б. М. Лазарев. — М. : Наука, 1984
- Ответственность в управлении / Бачило И. Л., Калла Х. Я., Катрич С. В., Ларьков А. Н., Малеин Н. С., Сергиенко Л. А., Студеникина М. С., Шорина Е. В., Щекочихин П. Г. / Отв. ред.: Лазарев Б. М., Лунев А. Е. —  М.: Наука, 1985.
- Исполнительная власть в Российской Федерации: проблемы развития / Бачило И. Л., Гришковец А. А., Мелюхин И. С. и др.: отв. ред. Бачило И. Л. /  ИГП РАН. — М.: Юрист, 1998.
- Информационное право: основы практической информатики. — М.: Изд. Тихомирова М. Ю., 2001.
- Информационные ресурсы развития Российской Федерации: правовые проблемы / ИГП РАН. —  М.: Наука, 2003.
- Персональные данные в структуре информационных ресурсов. Основы правового регулирования / Бачило И. Л., Сергиенко Л. А., Кристальный Б. А., Арешев А. Г. — Минск: Беллiтфонд, 2006.
- Информационное право. Актуальные проблемы теории и практики / Под ред. д. ю. н, проф. И. Л. Бачило.  — М.: Юрайт, 2009.
- Государство и право XXI в. Реальное и виртуальное. — М.: Изд. «Юркомпани», серия «Актуальные юридические исследования», 2012.
- Глава 5. Общеправовые проблемы официального электронного опубликования // Официальное электронное опубликование: История, подходы, перспективы / Под ред. проф. В. Б. Исакова. — М.: Формула права, 2012.
- М. М. Сперанский — патриарх науки управления России / ИГП РАН. — М.: Изд. «Канон+», 2015.
- Актуальные проблемы информационного права. Учебник /Бачило И. Л., Лапина М. А., Авдийский В. И. — М.: Изд. «КНОРУС», 2016.
- Понятийный аппарат в информационном праве / Бачило И. Л., Наумов В. Б., Полякова Т. А. — М.: Изд. «Канон+», 2017.
- Информационно-правовая политика в современной России : словарь-справочник / Малько А. В., Анисимова А. С., Бачило И. Л., Ковалева Н. Н., Солдаткина О. Л., сост. — М.: Изд. «Проспект», 2019.

### Сборники научных работ и трудов конференций
- Правовые вопросы документирования в условиях информатизации // Сборник тезисов докладов 7-й Всероссийской конференции «Проблемы законодательства в сфере информатизации. Проблемы правового регулирования электронных коммуникаций и документооборота». —  М., 1999.
- О подходах к гармонизации законодательства в условиях информатизации // Материалы «Современные компьютерные технологии в системах правовой информации» (Правовая информатизация-2002). —  Минск, 2002.
- Разработка и экспертиза проектов законов с применением автоматизированных технологий прикладной системы АРМ «Юрист». Программно-методический комплекс «Проект НПА» // Материалы «Современные компьютерные технологии в системах правовой информации» (Правовая информатизация-2002). —  Минск, 2002.
- О направлениях правового регулирования в сфере информатизации // Сборник тезисов докладов 11-й Всероссийской конференции «Проблемы законодательства в сфере информатизации». —  М., 2003
- Теоретические проблемы информационного права / Сб. докладов / ИГП РАН. —  М., 2006.
- Информационное право и становление основ гражданского общества в России // Материалы теоретического семинара по информационному праву / ИГП РАН. —  М., 2008.
- О праве на информацию // Гласность как предмет правового урегулирования. Труды по интеллектуальной собственности. Том IX. —  М., 2009.
- Условия реализации прав граждан и организаций на основе информационных технологий / Сб. науч. работ / ИГП РАН. —  М.: ИПО «У Никитских ворот», 2010.
- Методологические проблемы идентификации и правовой поддержки развития социальных сетей // Информационное общество и социальное государство / Сб. науч. работ / ИГП РАН. —  М.: ИПО «У Никитских ворот», 2011.
- Эволюция государственных и правовых институтов в условиях развития информационного общества // Сб. науч. работ / ИГП РАН. —  М.: Изд. «Юркомпани», 2012.
- Информационное общество: проблемы развития законодательства /  Сб. науч. работ / ИГП РАН. —  М.: Изд. «Юркомпани», 2012.
- Демократические институты в условиях развития информационного общества / Ответ. ред. И.Л. Бачило / Сб. науч. работ / ИГП РАН. —  М.: Изд. «Канон+», 2014.
- Право цифровой администрации в России и во Франции // Сборник научных материалов Российско-французской международной конференции. 27–28 февраля 2013 года / ИГП РАН. —  М.: Изд. «Канон+», РООИ «Реабилитация», 2014.
- Систематизация и кодификация информационного законодательства / Отв. ред. И.Л. Бачило. Сб. науч. работ / ИГП РАН. — М.: Изд. «Канон+», 2014.
- Информационные ресурсы и информационное право // Материалы международной научно-практической конференции «Актуальные вопросы правового регулирования использования информационных ресурсов в сети Интернет». — Воронеж: Изд. «Водолей», 2014.
- О вызовах информационного общества к управлению и безопасному использованию информационных ресурсов // Научно-практическая конференция «Актуальные проблемы обеспечения национальных интересов Российской Федерации в информационной сфере»: сборник докладов и сообщений. — М.: МФЮА, 2015.

### Избранные статьи в периодике
- Глобальная информатизация и право // Проблемы информатизации. 1999. № 3.
- Право на информацию в Российской Федерации // Человек и город. 2000.
- Интернет как явление для системы права // Проблемы информатизации. 2000. № 3.
- Информационные технологии в структуре экономики Российской Федерации // Проблемы информатизации. 2001. № 2.
- О концепции нормативно-правового регулирования в сфере информатизации // Проблемы информатизации. 2003. № 7.
- Концепция развития информационного законодательства в Российской Федерации // Государство и право. 2005. № 7.
- О практической роли информационного права // Информационное право/ 2005. № 1.
- Современные проблемы гражданского общества // Информационные ресурсы России. 2006. № 6.
- Наследие М. М. Сперанского в законотворчестве современной России // Перспективы. Электронный журнал. Публикация от 18 ноября 2010 года[11].
- Читая Генри Киссинджера: информационное общество и Интернет как фактор формирования мирового порядка // Перспективы. Электронный журнал. Публикация от 10 сентября 2015 года[12].
- Об основных направлениях развития информационного права за 2000–2015 гг. // Государство и право. 2017. № 1.
- Дееспособность государства и проблемы управления // Перспективы. Электронный журнал. Публикация от 19 мая 2017 года[13].

## Награды и звания
- За большие заслуги в развитии юридических наук и подготовке юридических кадров Указом Президента РФ Владимира Путина от 22 сентября 2006 года Илларии Бачило было присвоено почетное звание «Заслуженный юрист Российской Федерации»[14].
- Постановлением Совета Межпарламентской ассамблеи СНГ от 16 апреля 2015 года «за активное участие в деятельности Межпарламентской ассамблеи и ее органов, вклад в укрепление дружбы между народами государств-участников Содружества независимых государств» Илария Бачило была награждена орденом «Содружество».
- Распоряжением председателя Государственной думы Сергея Нарышкина от 25 июня 2015 года Илария Бачило удостоилась почетной грамоты ГД РФ «за существенный вклад в развитие законодательства Российской Федерации»[3].
- Медаль «За укрепление парламентского сотрудничества» (27 ноября 2014 года, Межпарламентская ассамблея СНГ) — за особый вклад в развитие парламентаризма, укрепление демократии, обеспечение прав и свобод граждан в государствах — участниках Содружества Независимых Государств[15]
- Юбилейная медаль «МПА СНГ. 20 лет» (11 апреля 2013 года, Межпарламентская ассамблея СНГ) — за вклад в развитие и совершенствование правовых основ функционирования Содружества Независимых Государств, модельного и национального законодательства государств — участников МПА СНГ, а также в укрепление международных связей и межпарламентского сотрудничества[16]
- Иллария Бачило — лауреат премии «Юрист года» в номинации «За вклад в юридическую науку» (2016) и премии Правительства РФ в области образования (2018, посмертно)[17].

## Память
В декабре 2016 года в рамках просветительского проекта «Сохранённая культура» был выпущен DVD-диск «Иллария Лаврентьевна Бачило. Творческий путь. Труды. Исследования». Работа над диском велась в тесном сотрудничестве с сектором информационного права Института государства и права РАН. Весной 2017 года была подготовленная вторая редакция объекта.
После кончины Илларии Бачило вышла третья, расширенная версия DVD-диска. В феврале 2018 года она была представлена на конференции ИГП РАН, посвященной памяти выдающегося ученого-правоведа. На диске отражены основные научные разработки и достижения сектора информационного права Института государства и права РАН, который Иллария Бачило возглавляла более 15 лет, представлена научная биография и избранные труды самой Илларии Лаврентьевны, а так же дан фоторепортаж с церемонии награждения «Высшая юридическая премия "Юрист года"» от 3 декабря 2016 года, на которой Бачило удостоилась премии «Юрист года» в номинации «За вклад в юридическую науку».
C 2018 года в Институте государства и права РАН проходит ежегодная Международная конференция по информационному праву и правовому обеспечению информационной безопасности «Бачиловские чтения».